# Tadaksahak
Le tadaksahak, aussi appelé dausahaq, est une langue songhaï septentrionale parlée dans la région de Ménaka au Mali et au Niger.

## Écriture
En 1995 un dictionnaire tadaksahak-français a été publié. Dans les années 2000, l’orthographe qui y est utilisé à ensuite été révisé, une grammaire a été publiée  plusieurs traductions religieuses de livres de la Bible ont été publiées.